# Mezőtárkány
Mezőtárkány es un pueblo húngaro perteneciente al distrito de Füzesabony, condado de Heves.

## Superficie
Cuenta con una superficie de 40,61 km².

## Demografía
Hasta 2024 la población era de 1496	habitantes, con una densidad de población de 36,83 hab/km².
| Gráfica de evolución demográfica de Mezőtárkány entre 2020 y 2024 |
|                                                                   |
| Datos según la Oficina Central de Estadística de Hungría.         |